# John Baguley
John Baguley (* 30. Juni 1940 in Fremantle) ist ein ehemaliger australischer Drei- und Weitspringer.
Bei den Olympischen Spielen 1960 in Rom kam er im Dreisprung auf den 13. Platz und schied im Weitsprung in der Qualifikation aus.
1962 gewann er bei den British Empire and Commonwealth Games in Perth Silber im Dreisprung und wurde Fünfter im Weitsprung.
1960 sowie 1961 wurde er Australischer Meister im Dreisprung und 1962 im Weitsprung.

## Persönliche Bestleistungen
- Weitsprung: 7,60 m, 26. November 1962
- Dreisprung: 16,36 m, 24. Februar 1962, Perth